# Galon
Der Galon bezeichnet 

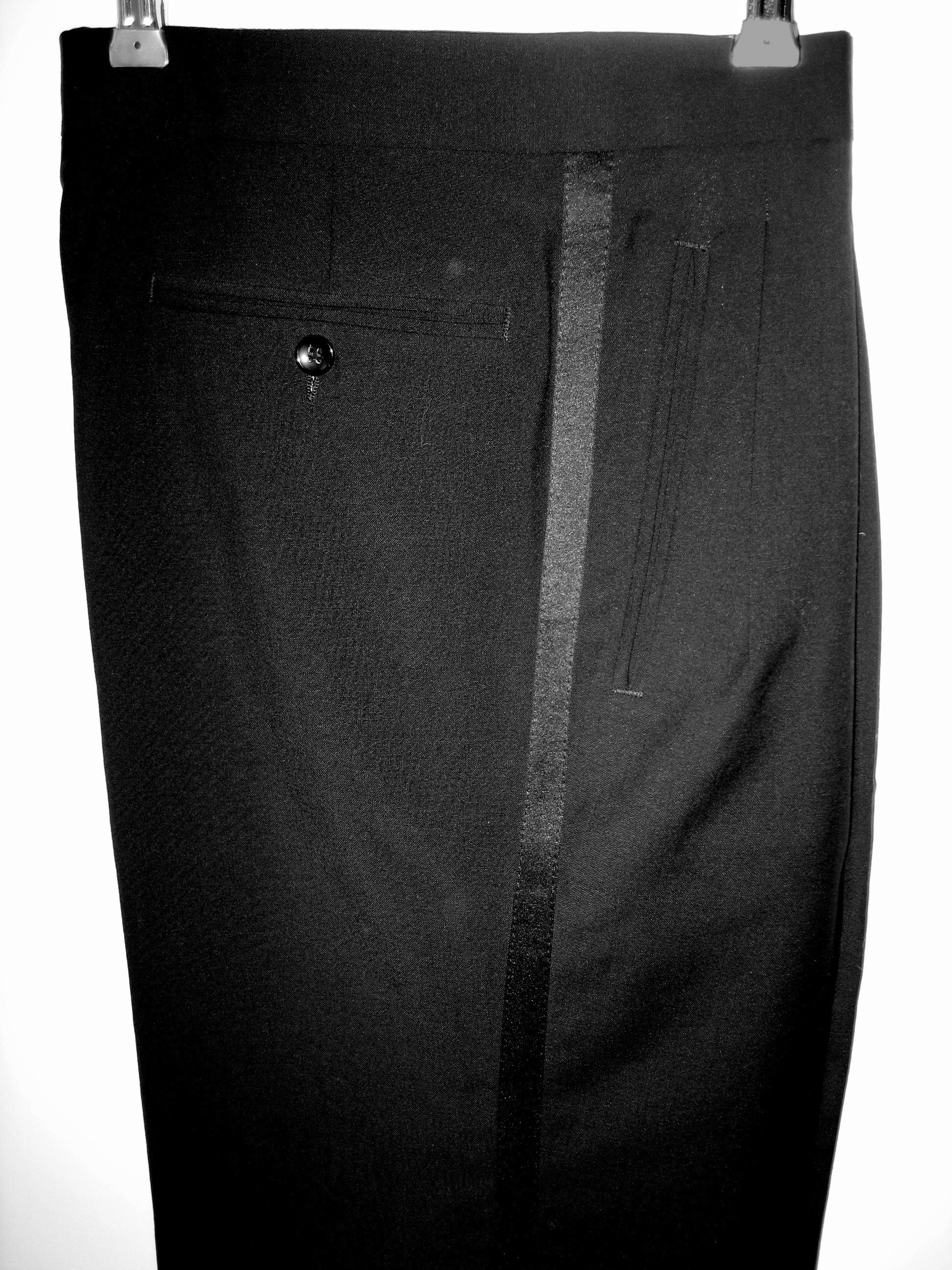
Eine Smokinghose mit einfachem Galonstreifen. Man beachte, dass die Smokinghose keine Gürtelschlaufen hat.

- 1) die Spitzen und Einsätze mit beidseitigem Bogenabschluss von der Spitzenhäkelmaschine (Galonmaschine).[1]

- 2) den meistens aus Seide bestehende Zierstreifen auf beiden Außennähten der Smoking- oder Frackhose. Die Smokinghose besitzt einen einfachen Seidenstreifen, während die Frackhose an der Seite doppelte Galons hat, also zwei parallel verlaufende Seitenstreifen.[1]

Siehe dazu auch

## Galonieren
„Galonieren“ in der Kürschnerei bezeichnet dort das Einsetzen von Leder- oder Stoffstreifen (Galons) in Pelzfelle zur Flächenvergrößerung.